# La Coupable
Pour plus de détails, voir Fiche technique et Distribution.
La Coupable (titre original : I Am Guilty) est un film de procès américain réalisé par Jack Nelson et sorti en 1921.

## Synopsis
Un avocat défend sa propre femme, une ancienne choriste, accusée de meurtre.

## Fiche technique
- Titre original : I Am Guilty
- Réalisation : Jack Nelson
- Scénario : Bradley King
- Production :  J. Parker Read Jr. Productions
- Image : Charles J. Stumar
- Durée : 70 minutes[1]
- Date de sortie : 
  - États-Unis : mai 1921
  - France : 24 juillet 1924

## Distribution

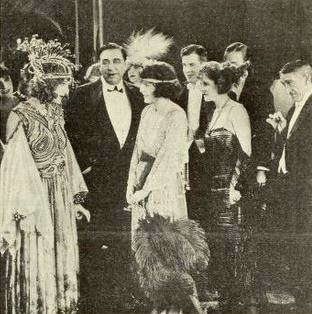
Autre scène du film

- Louise Glaum : Connie MacNair
- Mahlon Hamilton : Robert MacNair
- Claire Du Brey : Trixie
- Joseph Kilgour : Teddy Garrick
- Ruth Stonehouse : London Hattie
- Mae Hopkins : Molly May
- George Cooper : Dillon